# Santa Catarina de Tepehuanes
Santa Catarina de Tepehuanes es una localidad del estado mexicano de Durango. Es la cabecera del municipio de Tepehuanes.

## Toponimia
El nombre «Santa Catarina» hace referencia a la santa patrona de la localidad: Catalina de Alejandría. El nombre «Tepehuanes» proviene de los términos en náhuatl tepetl, cerro; huan, posesivo. Su significado es «Dueños del cerro».

## Historia
La población de Santa Catarina de Tepehuanes fue fundada el 16 de julio de 1597 como una Misión por el padre Jerónimo Ramírez. La construcción de su iglesia inició en 1609. En el año 1616 la localidad fue arrasada por una rebelión de indígenas tepehuanes y en 1690 la crecida del río vuelve a devastar la población.
En 1917 es creado el municipio de Tepehuanes, y la población de Santa Catarina de Tepehuanes es establecida como su cabecera municipal. Al año siguiente, el general Joaquín Amaro Domínguez vence a Francisco Villa en su intento de capturar la localidad para controlar la vía de ferrocarril que atravesaba la población. En 1922 el general Francisco Murguía es capturado y fusilado en la estación de ferrocarril de Santa Catarina de Tepehuanes por orden del presidente Álvaro Obregón.

## Demografía
| Gráfica de evolución demográfica |
|                                  |

| Censo | Población |
| ----- | --------- |
| 1900  | 577       |
| 1910  | 1 004     |
| 1921  | 1 606     |
| 1930  | 1 406     |
| 1940  | 1 230     |
| 1950  | 1 865     |
| 1960  | 1 795     |
| 1970  | 2 531     |
| 1980  | 3 410     |
| 1990  | 4 280     |
| 2000  | 4 762     |
| 2010  | 4 761     |
| 2020  | 5 490     |